# الفخاري
الفخاري بلدة فلسطينية من بلدات محافظة خان يونس جنوب قطاع غزة، وتقع بين خزاعة ورفح.

## الجغرافيا
تبلغ مساحة أراضي الفخاري الإجمالية حوالي 4,767 دونمًا، منها 37.3٪ منطقة عمرانية ومعظم المساحة المتبقية تستخدم لأغراض زراعية.

## السكان
بلغ عدد سكان الفخاري في تعداد الجهاز المركزي للإحصاء الفلسطيني عام 1997 حوالي 2,616 نسمة، ارتفع إلى 6,443 عام 2017.

## مؤسسات الفخاري
- المجلس البلدي، فاز مرشحوا حركة فتح والمستقلون بأغلبية مقاعد مجلس بلدي الفخاري خلال الانتخابات المحلية الفلسطينية 2005.[6] وترأس المجلس حسن العموري.[4]
- مستشفى غزة الأوروبي، يقع مقره في البلدة.